# Ocieść
Ocieść – wieś sołecka  w Polsce położona w województwie mazowieckim, w powiecie białobrzeskim, w gminie Radzanów.
Prywatna wieś szlachecka, położona była w drugiej połowie XVI wieku w powiecie radomskim województwa sandomierskiego. W latach 1975–1998 miejscowość administracyjnie należała do województwa radomskiego.
Wieś znajduje się na terenie parafii Bukówno. Z uwagi na brak miejscowej szkoły podstawowej i gimnazjum, młodzież uczęszcza do Czarnocina. Wieś ma charakter typowo rolniczy, o ubogiej ziemi. W latach 90. XX w. zaczęto uprawiać paprykę w tunelach foliowych. Działalność ta jest podstawową formą uzyskiwania dochodu przez mieszkańców wsi.
W Ocieści urodził się Bolesław Miklaszewski – polityk i minister w okresie II Rzeczypospolitej.
Wierni Kościoła rzymskokatolickiego należą do parafii pw. Nawiedzenia NMP w Bukównie. 